# Argot
Argot, in het Nederlands eerder "argotisme" genoemd, is een aanduiding voor slang, straattaal of Bargoens.
De term is afkomstig uit het Frans. Een Nederlandse bron uit 1858 noemt het "eene soort van koeterwaalsch, onder de dieven en bedelaars in Frankrijk in gebruik".
Sociale groepen kunnen een eigen argot ontwikkelen dat voor buitenstaanders, opzettelijk, onbegrijpelijk is. De term is minder beladen dan het binnen de context van het Nederlands gebruikte woord "Bargoens", waarmee oorspronkelijk een dieventaal werd aangeduid.